# Fosfodiesterasa 1
La fosfodiesterasa 1 (PDE1) (EC 3.1.4.17) es una enzima que cataliza la reacción de hidrólisis del fosfato cíclico del adenosín monofosfato cíclico (cAMP) y del guanosín monofosfato cíclico (cGMP), que son reguladores importantes de procesos fisiológicos.
cAMP + H2O {\displaystyle \rightleftharpoons } AMP
cGMP + H2O {\displaystyle \rightleftharpoons } GMP
Esta enzima es uno de los 11 tipos de fosfodiesterasas cíclicas conocidos (PDE1-PDE11). En el ser humano se conocen tres isozimas de esta proteína según la siguiente tabla.
|                         | Fosfodiesterasa 1A | Fosfodiesterasa 1B | Fosfodiesterasa 1C |
| ----------------------- | --- | --- | --- |
| Símbolo                 | PDE1A | PDE1B | PDE1C |
| Afinidad diferencial    | Más afinidad por el cGMP que por el cAMP. | Preferencia por el cGMP. | Alta afinidad por cGMP y cAMP. |
| Cofactor                | Se une a 2 cationes metálicos divalentes por subunidad. El sitio 1 se une preferentemente a iones zinc. El sitio 2 tiene preferencia por iones magnesio y/o manganeso. | Se une a 2 cationes metálicos divalentes por subunidad. El sitio 1 se une preferentemente a iones zinc. El sitio 2 tiene preferencia por iones magnesio y/o manganeso. | Se une a 2 cationes metálicos divalentes por subunidad. El sitio 1 se une preferentemente a iones zinc. El sitio 2 tiene preferencia por iones magnesio y/o manganeso. |
| Regulación de la enzima | La fosfodiesterasa 1 es activada por la unión de calmodulina en presencia de Ca2+.                                                                                     | La fosfodiesterasa 1 es activada por la unión de calmodulina en presencia de Ca2+.                                                                                     | La fosfodiesterasa 1 es activada por la unión de calmodulina en presencia de Ca2+.                                                                                     |
| Estructura              | Homodímero | Homodímero | Homodímero |
| Presencia en tejidos    | Varios tejidos incluyendo cerebro, riñón, testículos y corazón. | | Se expresa en varios tejidos, incluyendo cerebro y corazón. |
| Localización celular    | | Citoplasma | |
| Isoformas (*)           | Total 9. PDE1A3, PDE1A4, PDE1A10, PDE1A5, PDE1A9, PDE1A1, PDE1A8, PDE1A11, PDE1A12.                                                                                    | Total 2. PDE1B1, PDE1B2. | Total 2. HCam-3A, HCam-3B. |

(*) Las isoformas se listan según el orden de número de isoforma de la base de datos UniProtKB. La primera isoforma listada es la secuencia canónica.

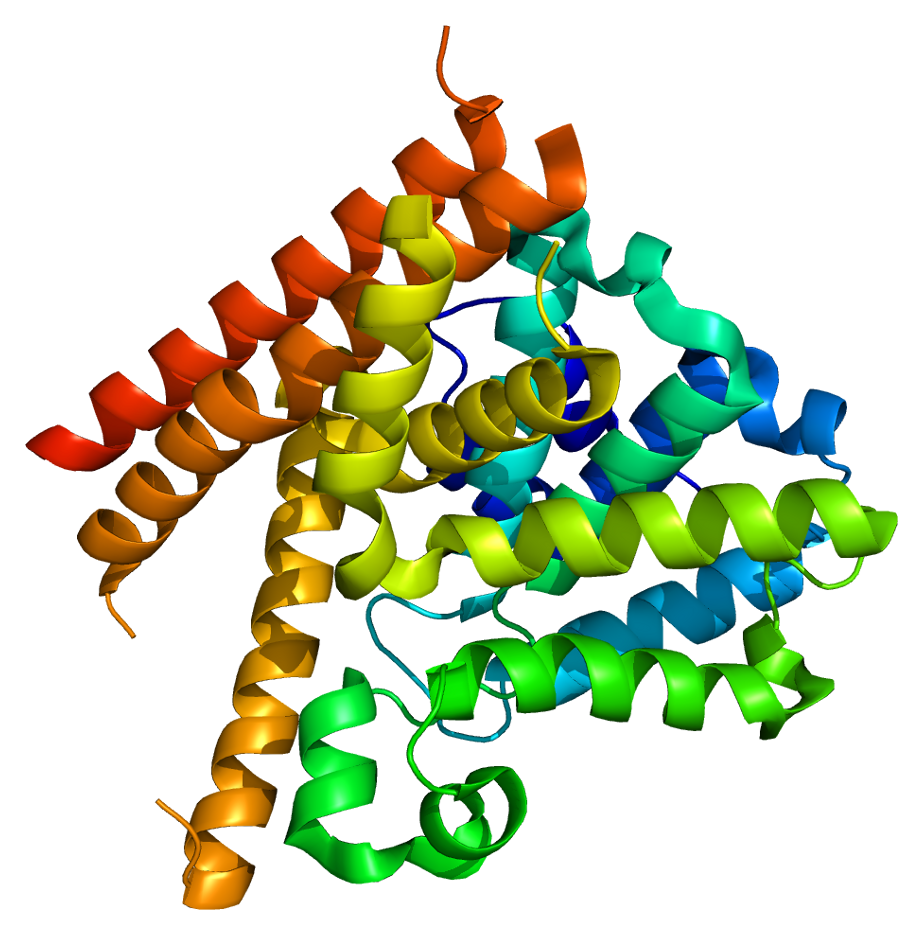
Estructura de la fosfodiesterasa 1B (PDE1B).